# Drusus maculosus
Drusus maculosus là một loài Trichoptera trong họ Limnephilidae. Chúng phân bố ở miền Cổ bắc.